# Таёжный (Камчатский край)
Таёжный (до 1973 года Центральный) — посёлок в Мильковском районе Камчатского края России.
Входит в состав Атласовского сельского поселения.

## География
Расположен на правом берегу реки Камчатки, в 137 км от Мильково и в 16 км от посёлка Щапино.

## История
Посёлок был образован в 1952 году на месте лесозаготовительного участка и являлся центральной базой Лазовского леспромхоза. Отсюда произошло его первое название — Центральный. Уже в 1955 году здесь было возведено 200 жилых домов общей площадью 18 тыс. м², рассчитанные на две и четыре семьи. В индивидуальном порядке было построено 348 частных домов. В поселке имелась семилетняя школа, больница, столовая, клуб, три магазина.
В конце 1950-х гг. центр лесозаготовок постепенно перемещается в другое место, соответственно объёмы работ в районе Центрального уменьшаются. В 1973 году посёлок переименован в Таёжный. Число жителей в посёлке стало постоянно уменьшаться, и к концу десятилетия леспромхоз здесь прекратил свою деятельность. До 1982 года в Таёжном также базировались геологи, осуществлявшие поиск нефти. Посёлок был признан неперспективным. При этом в конце 1980-х гг. здесь ненадолго произошло некоторое оживление, связанное с деятельностью поблизости Атласовского лесхоза.

## Экономика и социальная инфраструктура
В настоящее время в Таёжном нет градообразующих предприятий. Основное занятие местных жителей — рыболовство, охота, ведение подсобного хозяйства, собирательство.
Электроснабжение посёлка осуществляется от местной модульной ДЭС с тремя генераторами общей мощностью 90 кВт.
В посёлке действуют: начальная школа, почта, клуб, библиотека, магазин. ФАП не работает с 2007 года, медицинская помощь оказывается выездными бригадами из Атласова.

## Население
Наибольшее число жителей в Таёжном проживало в начале 1960-х гг. — до 1500 человек.
| 2002 | 2010 | 2012 | 2013 | 2015 | 2016 | 2018 |
| ---- | ---- | ---- | ---- | ---- | ---- | ---- |
| 130  | →130 | ↘127 | ↘122 | ↘120 | ↗121 | ↘118 |
| 2020 |      |      |      |      |      |      |
| →118 |      |      |      |      |      |      |

## Транспорт и связь
Через реку Камчатку к посёлку организована паромная переправа, в зимнее время устраивается ледовая переправа. В межсезонье связь с посёлком возможна только авиацией.
Как минимум до 2011 года в посёлке отсутствовала сотовая связь и интернет, и при этом ликвидировано проводное радиовещание.